# Вилла Негрони (Лугано)
Вилла Негрони в Лугано (итал. Villa Negroni) — вилла, известная под названиями «Вилла Негрони», или «Вилла Морозини», находящаяся на территории Швейцарии, в окрестностях города Лугано италоговорящего кантона Тичино (не путать с античной «виллой Негрони» в Риме). Это одна из самых величественных и роскошных резиденций, построенных в сельской местности итальянского Севера. Вилла была заложена в XVIII веке, но большая часть её происхождения связана с итальянским «Рисорджименто», войной за объединение Италии во второй половине XIX в.

## История
Вилла Негрони, построенная в семнадцатом и восемнадцатом веках для графа Карло Морозини из Лугано и вначале называвшаяся Виллой Морозини (Villa Morosini), является одним из самых престижных исторических сооружений кантона Тичино. Для парка характерно наличие разных зон: партера в итальянском стиле и обширной территории «пейзажного парка» в английском стиле. Вилла стала местом встречи художников и политиков, таких знаменитостей, как Джузеппе Верди, Арриго Бойто, поэтов Маффеи, Каркано и Фогаццаро, художника Айеса и, что не менее важно, Джузеппе Гарибальди. Все они когда-то посещали виллу.
В 1860 году вилла была расширена, а в 1910 году продана компании «Conte C. A. Негрони» из Милана, чей сын-архитектор Джованни Антонио посвятил свою жизнь восстановлению всей виллы, строго соблюдая первоначальные планы. В нижней части сада были построены конюшни, а на мосту, соединяющем северное крыло, установлены статуи.
Тот факт, что Вилла Негрони (закрепилось последнее название) является ценным историческим зданием Тессинского кантона, ясно отражается в том значении, которое придается тщательно охраняемому окружающему парку. В 1976 году недвижимость виллы приобрёл муниципалитет Лугано за 4,8 миллиона франков. Здесь располагались офисы нескольких учреждений: сначала Американской школы, затем Музыкального колледжа и Профессиональной школы моды. С 1990 года муниципалитет разрешил «Associazione Bancaria Ticinese» использовать здание виллы для нового центра банковских исследований (Centro di Studi Bancari) с обязательством реставрации всех интерьеров.